# Канін (Західнопоморське воєводство)
Канін (пол. Kanin) — село в Польщі, у гміні Постоміно Славенського повіту Західнопоморського воєводства.
Населення — 152 особи (2011).
У 1975-1998 роках село належало до Слупського воєводства.

## Демографія
Демографічна структура станом на 31 березня 2011 року:
|          | Загалом | Допрацездатний вік | Працездатний вік | Постпрацездатний вік |
| -------- | ------- | ------------------ | ---------------- | -------------------- |
| Чоловіки | 69      | 13                 | 54               | 2                    |
| Жінки    | 83      | 19                 | 50               | 14                   |
| Разом    | 152     | 32                 | 104              | 16                   |